# Kelč
Kelč (in tedesco Keltsch) è una cittadina situata nella regione di Zlín della Repubblica Ceca.